# Екс-геј покрет
Екс-геј је концепт који се користи у Америци и који означава особу која се некада представљала као геј или лезбијка и која је одлучила да постане хетеросексуалац. Ове особе воде хетеросексуални живот или се држе тоталне апстиненције. Exodus International највећа организација хомосексуалаца, која је престала са радом 2013. године, објавила је да не постоји терапија која може променити сексуалност једне особе.

## Екс-геј покрет
Екс-геј покрет жели да докаже да је могуће променити сексуалност и постати хетеросексуалац или поштовати апстиненцију како би се избегла жеља за хомосексуални однос. Како покрет налаже бивши хомосексуалци данас живе хетеросексуални живот, у браку су са особом супротног пола и имају децу.

## Скандал
Неке екс-геј групе су биле на ударцу правосуђа. Петнаестогодишња девојчица је поднела пријаву против своје мајке која је желела да је упише у групу ради промене сексуалне оријентације. Један екс-хомосексуалац је силовао другог мушкарца 2007. године и добио је притвор од 10. година.